# Didier Rous
Pour les articles homonymes, voir Rous.
Didier Rous, né le 18 septembre 1970 à Montauban, est un coureur cycliste et directeur sportif français. Coureur professionnel de 1993 à 2007, il a notamment été champion de France sur route en 2001 et 2003. Depuis 2009, il est devenu directeur sportif, d'abord au sein de l'équipe BBox Bouygues Telecom puis de 2011 à 2017 avec Cofidis, de 2018 à 2022 l'équipe B&B Hotels p/b KTM et d'Arkéa-Samsic à partir de 2024.

## Biographie
Didier Rous a commencé sa carrière chez Gan en 1993 avant de partir pour l'équipe Festina en 1997, année où il gagne une étape du Tour de France. Après l'Affaire Festina en 1998, au cours de laquelle il reconnaît s'être dopé à l'EPO, il décide de quitter son ancienne formation pour arriver dans la nouvelle équipe de Jean-René Bernaudeau en 2000, Bonjour. Il reste fidèle à son ancien directeur sportif et va donc porter les couleurs de Brioches La Boulangère (2003-2004) puis de l'équipe cycliste Bouygues Telecom (depuis 2005).
Le lundi 11 juin 2007, il annonce qu'il met un terme à sa carrière en raison de problèmes de santé, puis intègre l'encadrement de l'équipe Bouygues Telecom, en tant que directeur sportif. Il démissionne de ses fonctions en janvier 2011, en raison d'un désaccord avec Jean-René Bernaudeau, manager de l'équipe, sur la gestion de celle-ci.
Il devient directeur sportif dans l'équipe Arkéa-Samsic en 2024.

## Dopage et affaire Bassons
Didier Rous a reconnu publiquement avoir utilisé de l'EPO jusqu'en 1998 au sein de l'équipe Festina. Son changement d'équipe en 2000 (transfert au sein de l'équipe Bonjour) lui a permis d'entamer une "seconde carrière" placée sous le signe d'une hygiène sportive refusant toute pratique dopante.
Didier Rous a néanmoins été cité (au même titre que le coureur français Pascal Chanteur) comme un des principaux détracteurs du coureur cycliste Christophe Bassons, qui avait publiquement pris position contre les pratiques dopantes avérées au sein du peloton après l'affaire Festina.

## Palmarès

### Palmarès amateur
- 1989
  - Grand Prix de Biran
  - 3e du Grand Prix d'Oradour-sur-Vayres
- 1990
  - Tarbes-Sauveterre
  - Ronde du Sidobre
  - Boucles de la Cère
  - Grand Prix du Rouergue
  - 2e du championnat de Midi-Pyrénées sur route
  - 3e de La Pyrénéenne
  - 3e des Boucles de la CSGV
- 1991
  - 2e étape du Tour du Béarn (contre-la-montre)
  - 5e étape du Tour de Carinthie
  - Primevère montoise
  - 2e du Tour du Béarn
  - 3e du Tour d'Émeraude
  - 3e du Tour de la Creuse
  - 3e du championnat de France militaires sur route
- 1992
  - Bourg-Oyonnax-Bourg
  - 6ea étape du Tour des régions italiennes
  - 2e du Grand Prix Pierre-Pinel
  - 2e de Paris-Troyes
  - 2e de la Côte picarde
  - 3e du Tour de la Dordogne
  - 3e du Grand Prix de Monpazier

### Palmarès professionnel
| - 1993 - Grand Prix d'ouverture La Marseillaise - 2e du Trophée des grimpeurs - 1994 - 11e étape du Tour de l'Avenir - 3e du Trophée des grimpeurs - 4e du Critérium du Dauphiné libéré - 10e de l'Amstel Gold Race - 1995 - 3e du Tour du Limousin - 1996 - 4e étape du Tour de la Communauté valencienne - 3e étape du Critérium international (contre-la-montre) - 2e de la Flèche wallonne - 2e de Paris-Camembert - 1997 - 18e étape du Tour de France - 3e étape du Tour méditerranéen (contre-la-montre par équipes) - 6e de Paris-Nice - 1998 - 4e étape du Tour méditerranéen (contre-la-montre par équipes) - 2000 - Paris-Camembert - Classement général du Grand Prix du Midi libre - 2e du Grand Prix de Wallonie - 3e de la Semaine cycliste lombarde - 2001 - Champion de France sur route - Tour de Vendée - Quatre Jours de Dunkerque : - Classement général - 5e et 6ea (contre-la-montre) étapes - Trophée des grimpeurs - Prologue du Critérium du Dauphiné libéré - 3e de la Semaine cycliste lombarde | - 2002 - Classement général du Circuit de la Sarthe - 2e des Quatre Jours de Dunkerque - 7e de Paris-Nice - 2003 - Champion de France sur route - 1re étape du Tour du Limousin - Trophée des grimpeurs - 2e des Quatre Jours de Dunkerque - 3e du Tro Bro Leon - 2004 - 3e étape des Quatre Jours de Dunkerque - 3e étape du Tour du Limousin - Grand Prix de Plouay - 2e de Cholet-Pays de Loire - 3e des Quatre Jours de Dunkerque - 2005 - 3e étape de la Route du Sud (contre-la-montre) - 2e du championnat de France du contre-la-montre - 2006 - Trophée des grimpeurs - Paris-Corrèze : - Classement général - 1re étape - 2e du championnat de France du contre-la-montre - 3e des Quatre Jours de Dunkerque - 3e du championnat de France sur route |  |

### Résultats sur les grands tours

#### Tour de France
13 participations
- 1994 : abandon (7e étape)
- 1995 : 55e
- 1996 : abandon (17e étape)
- 1997 : 45e, vainqueur de la 18e étape
- 1998 : exclu à la 7e étape avec l'ensemble des coureurs de l'équipe Festina
- 1999 : abandon (15e étape)
- 2000 : 45e
- 2001 : 11e
- 2002 : abandon (7e étape)
- 2003 : 20e
- 2004 : abandon (17e étape)
- 2005 : 82e
- 2006 : 73e

#### Tour d'Italie
1 participation
- 2005 : abandon (1re étape)

#### Tour d'Espagne
3 participations
- 1995 : abandon (12e étape)
- 1997 : abandon (13e étape)
- 1998 : hors délai (11e étape)